# Tender Buttons
Tender Buttons es el tercer álbum de estudio de la banda británica de indietronica Broadcast. Tras la partida de varios miembros de la banda, el álbum se grabó en gran parte como el dúo principal de Trish Keenan y James Cargill, y como tal, se considera que tiene un sonido más crudo y sencillo que los lanzamientos anteriores de Broadcast. Fue publicado el 18 de septiembre de 2005 por Warp Records. Tras su lanzamiento, Tender Buttons recibió elogios de la crítica, pero no logró ubicarse en las listas internacionales. «America's Boy», el sencillo principal y único del álbum, alcanzó el puesto #139 en la lista de sencillos del Reino Unido.

## Recepción de la crítica
Tender Buttons recibió reseñas positivas de los críticos. En Metacritic, el álbum obtuvo un puntaje promedio de 76 sobre 100, basado en 21 críticas, lo cual indica “reseñas generalmente positivas”. En Tiny Mix Tapes, Alan Ranta escribió: “Tender Buttons es un esfuerzo bastante fuerte y unificado por sí solo. Pero frente a esto como la continuación del caleidoscópico Haha Sound de 2003, este zumbido de media hora de melodías de sintetizador devastadas brutalizadas sobre líneas de bajo hace que la ausencia del tercer locutor perdido, el guitarrista Tim Felton, sea difícil de no notar”. Heather Phares, escribiendo para AllMusic, comentó: “La tensión entre los lados pegadizos y distantes y experimentales de Broadcast es lo que hace que su música sea intrigante, y Tender Buttons no es diferente en ese sentido: incluso cuando parece estar desnudo, todavía está lleno de misterio”. El sitio web Unsung Sundays comentó: “Las voces en este disco están en un lugar particularmente especial: gracias a la producción minimalista y la falta de otra instrumentación directa, las voces realmente se destacan. Y su naturaleza aireada, pero su entorno post-punk significa que esto puede encajar bien junto a Girlpool o Beach House”.
Sputnikmusic describió el álbum como “austero, escaso y musculoso, un ejercicio disciplinado de pop electrónico minimalista”, mientras que Sean Ford de Coke Machine Glow escribió: “[Tender Buttons] no es uno de esos Grandes Álbumes, su enfoque es demasiado estricto con canciones de ideas similares, pero es uno de los ligeramente defectuosos por los que estoy dispuesto a luchar con uñas y dientes”. Paul Woloszyn, crítico de musicOMH, lo describió como “posiblemente su mejor momento y un álbum que es como una nave espacial llena de extraterrestres pacíficos que aterrizan en tu jardín y te llevan en un crucero por el galaxia”.
Adrien Begrand, escribiendo paraPopMatters, comentó: “Intercalados con varios interludios con sintetizadores, Tender Buttons equilibra el tema hombre-máquina tan fácilmente como lo ha hecho Broadcast en su trabajo anterior, pero en lugar de encontrar un término medio cómodo, hay más una sensación de tensión en los procedimientos, los ganchos vocales arrullándote, solo para que el ruido electrónico te despierte”. El crítico de DIY, Nick Guy, escribió: “Tome cualquier canción por sí sola y podría perderse en cuanto a la belleza de la misma, pero júntelas y déjese llevar por la refriega cargada de electro; fascinante y apasionante – esto es Broadcast con una mirada más experimental al mundo y es fantástico”.
En una reseña para Pitchfork, David Raposa declaró: “Lo que tienes con Tender Buttons es un álbum de Broadcast con el que los oyentes pueden necesitar pasar más tiempo del esperado. Dicho esto, este sigue siendo un álbum de Broadcast, lo que significa que es una de las mejores cosas que pondrás en tu oído este año”. Nia Gibbons de Gigwise dijo que el álbum, “suena tan suave como un diario convertido en música”.

## Galardones
| Publicación | Lista                        | Posición | Ref.  |
| ----------- | ---------------------------- | -------- | ----- |
| Pitchfork   | Top 50 Albums of 2005        | 22       | [ 2 ] |
| Pitchfork   | The 30 Best Dream Pop Albums | 7        | [ 1 ] |

## Lista de canciones
Todas las canciones escritas y compuestas por Trish Keenan y James Cargill.
1. «I Found the F» – 2:22
2. «Black Cat» – 3:59
3. «Tender Buttons» – 2:52
4. «America's Boy» – 3:35
5. «Tears in the Typing Pool» – 2:13
6. «Corporeal» – 3:56
7. «Bit 35» – 1:50
8. «Arc of a Journey» – 5:18
9. «Michael A Grammar» – 3:58
10. «Subject to the Ladder» – 3:15
11. «Minus 3» – 0:48
12. «Goodbye Girls» – 3:09
13. «You and Me in Time» – 1:25
14. «I Found the End» – 2:06

## Créditos y personal
Crédulo adaptados desde las notas de álbum de Tender Buttons.
Broadcast
- Trish Keenan – voces, producción, ingeniería, grabación, mezclas
- James Cargill – guitarra bajo, producción, grabación, mezclas
- Roj Stevens – teclados, efectos de sonido (2)
- Tim Felton – guitarra (6)

Diseño
- Julian House – diseño de portada